# Hannonia echinata
Hannonia echinata là một loài nhện biển trong họ Ascorhynchoidea (incertae sedis). Chúng được miêu tả khoa học năm 1990 bởi Stock.